# Nikola Žigić
Nikola Žigić (Bačka Topola, 25. rujna 1980.) bivši je srbijanski nogometaš i napadač srbijanske nogometne reprezentacije.
Dva puta je dobio nagradu najboljeg igrača Srbije i Crne Gore, 2003. i 2005. godine. Igrao je 57 utakmica za reprezentaciju i postigao 20 golova. Visok je 2,02 m, pa je jedan od najviših igrača svijeta.